# می‌چیکو ماتسودا
می‌چیکو ماتسودا (ژاپنی: 松田 理子؛ زادهٔ ۲۶ اکتبر ۱۹۶۶) بازیکن فوتبال اهل ژاپن و عضو تیم ملی فوتبال زنان ژاپن است که در تاریخ ۶ سپتامبر ۱۹۸۱ میلادی اولین بازی ملی‌اش را انجام داد. او در ۴۵ بازی ملی حضور داشت و آخرین بازی ملی خود را در تاریخ ۲۱ نوامبر ۱۹۹۱ میلادی انجام داد. می‌چیکو ماتسودا در بازی‌های ملی‌اش
۱۰ گل به ثمر رساند.